# Godfrey Tearle
Sir Godfrey Seymour Tearle, CBE, (* 12. Oktober 1884 in New York City, Vereinigte Staaten; † 9. Juni 1953 in London, Vereinigtes Königreich) war ein britischer Schauspieler.

## Leben

### Am Theater
Der Sohn des Schauspieler-Ehepaares Osmond Tearle (1852–1901) und Marianne Conway (1852–1896) begann im Alter von neun Jahren in der Schauspieltruppe seines Vaters Theater zu spielen. Seine erste Rolle war der Prince Richard in William Shakespeares Richard III. Nach seinem Schulabschluss mit 15 Jahren kehrte er zur Truppe des Vaters zurück, nunmehr als Schauspielprofi, und blieb dort bis zu dessen Tod 1901. Tearle benötigte zahlreiche Jahre, um als Bühnenmime Anerkennung zu finden. In jungen Jahren füllte er das Fach des romantischen Liebhabers und jugendlichen Helden aus. 1920 feierte er seinen ersten Triumph mit der Bühnenfassung der gefühligen Romanze The Garden of Allah. Seine bekanntesten Theaterauftritte absolvierte Tearle im fortgeschritteneren Alter. So sah man ihn 1938 als Commander Edward Ferrars in The Flashing Stream, 1940 als Maddoc Thomas in The Light of Heart sowie in einer Reihe von Shakespeare-Rollen (1946 als Antonius in Antonius und Cleopatra und 1948/49 als Othello bzw. Macbeth während des Shakespeare-Festivals am Memorial Theatre).

### Beim Film
In einer sehr frühen kurzen Verfilmung von Shakespeares Romeo und Julia debütierte Godfrey Tearle 1908 beim Film. Es handelte sich dabei um eine Abfilmung einer Aufführung des Londoner Lyceum Theatre, und der 24-jährige Tearle spielte den Titelhelden. Seitdem erhielt der gebürtige New Yorker zumeist Hauptrollen in Stummfilmen. Seit Anbruch der Tonfilmzeit musste er sich hin und wieder auch mit größeren Nebenrollen begnügen. Sein bekanntester Auftritt auf der Leinwand wurde der des gesuchten Meisterspions mit dem fehlenden Finger, Professor Jordan, in Alfred Hitchcocks Agententhriller Die 39 Stufen. In späteren Jahren sah man ihn häufig als Respektsperson par excellence: mal als strengen Übervater (wie an der Seite von Rex Harrison in Der letzte Sündenfall), mal als hohen Offizier (als General von Stängel in Undercover und als Titelheld General Church in A Medal for the General). In dem Propagandafilm One of Our Aircraft Is Missing trat Godfrey Tearle 1941 als Geschwaderführer Sir George Corbett auf, zwei Jahre später war er der Sir Marshall Frayne in Das heilige Feuer. Einen Ausflug nach Hollywood nutzte der Brite 1946, um in dem amerikanischen Drama über die Entwicklung der Atombombe, The Beginning or the End?, den US-Präsidenten Franklin D. Roosevelt zu spielen. Tearles letzte Aufgabe vor der Kamera war die Rolle des Bischofs von Welchester, der sich in der munteren Ealing-Komödie Titfield-Expreß als ein großer Eisenbahn-Fan erweist und dadurch einer kleinen ländlichen Gemeinde dabei hilft, das Überleben ihre Bahnstrecke zu sichern.

## Privates
Der dreimal verheiratete Sir Godfrey Tearle, dessen Halbbruder Conway Tearle (1878–1938) ebenfalls bei Bühne und Film arbeitete, war 1951 als Knight Bachelor in den Adelsstand erhoben worden.

## Filmografie
- 1908: Romeo and Juliet (Kurzfilm)
- 1913: The Fool
- 1915: Lochinvar
- 1915: Sir James Mortimer’s Wager
- 1916: The Real Thing at Last
- 1919: Fancy Dress
- 1919: A Sinless Singer
- 1919: Nobody’s Child
- 1919: Queen’s Evidence
- 1925: Salome of the Tenements
- 1925: One Columbo Night
- 1929: Infatuation (Kurzfilm)
- 1931: The Shadow Between
- 1932: Puppets of Fate
- 1935: Die 39 Stufen (The Thirty-Nine Steps)
- 1935: The Last Journey
- 1936: East Meets West
- 1941: One of Our Aircraft Is Missing
- 1942: Tomorrow We Live
- 1943: Undercover
- 1943: Das heilige Feuer (The Lamp Still Burns)
- 1943: A Medal for the General
- 1945: Der letzte Sündenfall (The Rake’s Progress)
- 1946: The Beginning or the End?
- 1949: Private Angelo
- 1951: Serum 703 (White Corridors)
- 1952: Mandy
- 1952: Boccaccios große Liebe (Decameron Nights)
- 1953: Titfield-Expreß (The Titfield Thunderbolt)